# Pogonopsis
Pogonopsis is een geslacht van kevers uit de familie van de loopkevers (Carabidae). De wetenschappelijke naam van het geslacht is voor het eerst geldig gepubliceerd in 1898 door Bedel.

## Soorten
Het geslacht Pogonopsis is monotypisch en omvat slechts de volgende soort:
- Pogonopsis pallida Bedel, 1898